# La gabbia/Dove, come e quando
La gabbia/Dove, come quando è un singolo di Domenico Modugno pubblicato nel 1970.

## Tracce
Lato A
1. La gabbia – 3:20 (testo: Riccardo Pazzaglia – musica: Domenico Modugno)

Lato B
1. Dove, come quando – 3:15 (testo: Mario Castellacci – musica: Silvano Spadaccino)

## I brani
La gabbia
La canzone sul lato A, La gabbia, divenne la sigla della trasmissione radiofonica Gran varietà; è una canzone che racconta la storia di un uomo geloso della moglie e che la tiene quasi prigioniera, ma quando le dice che è libera ella si rifiuta di andare via.
Il testo del brano è di Riccardo Pazzaglia, mentre la musica è di Modugno ed è tratta, per quel che riguarda la strofa, da quella della canzone Cavaddruzzu, del 1954, tramite una canzone intermedia, intitolata Un soldato e registrata nel 1969 con l'arrangiamento di Ruggero Cini (questa versione rimarrà inedita fino al 1997, quando sarà inclusa nel CD L'arca di Modugno).
Questa registrazione della canzone è stata poi inclusa nell'album Tutto Modugno, e quindi ristampata in CD.
Gli arrangiamenti sono curati da Ruggero Cini.
Dove, come quando
La canzone sul lato B, Dove, come e quando, era già stata inclusa precedentemente nell'album Domenico Modugno con un titolo leggermente diverso (Dove come quando), e non è mai stata ristampata in CD; si tratta di una canzone scritta da Mario Castellacci per il testo e dall'attore e musicista Silvano Spadaccino per la musica.
Gli arrangiamenti sono curati da Ruggero Cini.